# Anders Bruhn

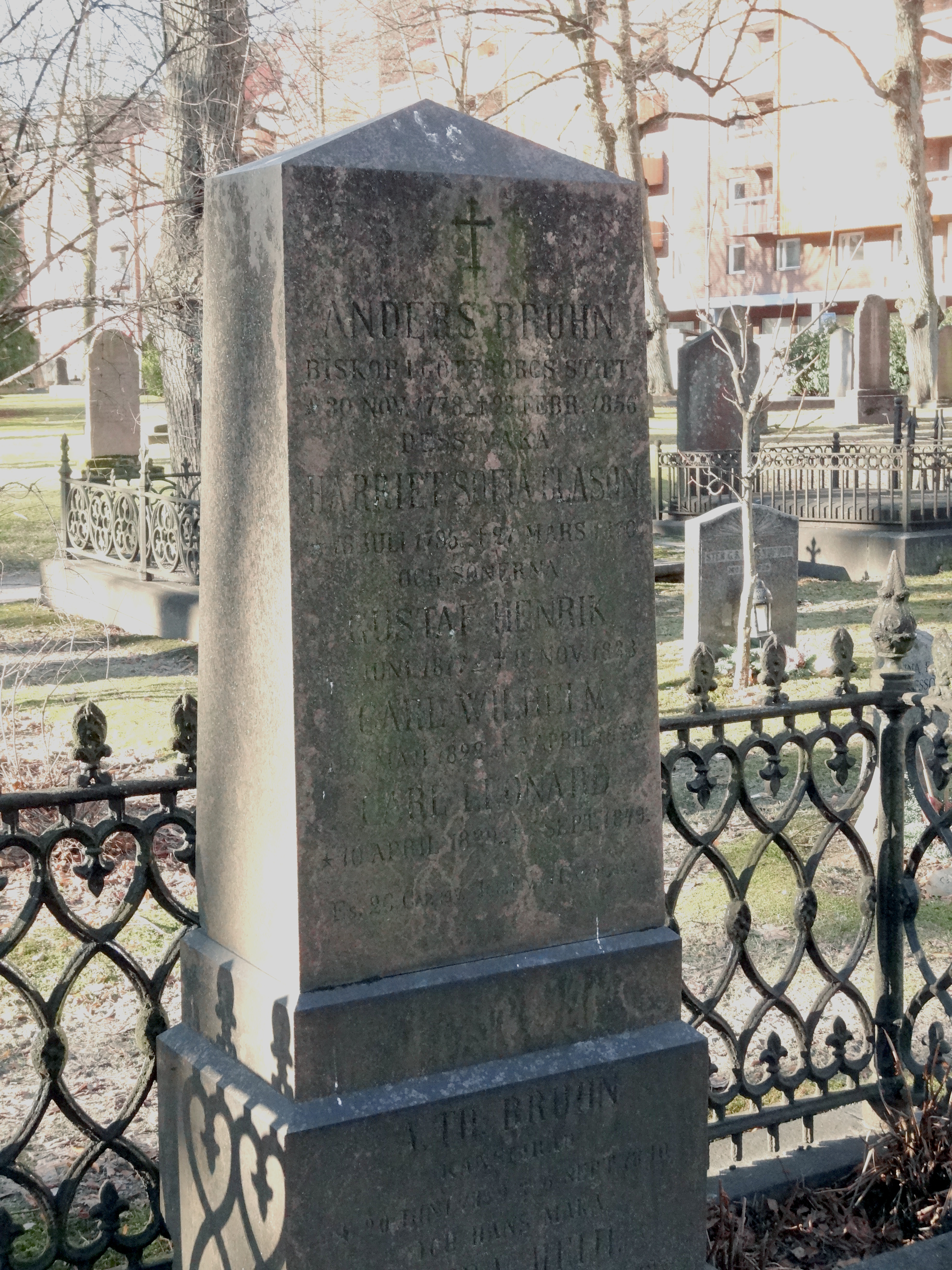
Anders Bruhns gravvård på Stampens kyrkogård i Göteborg.

Anders Bruhn, född 25 november 1778 i Stockholm, död 23 februari 1856 i Göteborg, var en svensk teolog och biskop i Göteborgs stift. Fadern Henrik Bruhn var rådman i Uddevalla. 
Bruhn bedrev studier i Uppsala från 1797 och i Lund från 1801, blev lärare vid skolan i Uddevalla 19 december 1804, magister i Lund 1805 och presiderade där fem gånger. Han blev rektor vid Uddevalla skola 1 april 1807, och tillträdde tjänsten kring vårterminen 1809. Han blev adjunkt vid Göteborgs gymnasium 13 september 1809, där han sedan verkade i 29 år. Bruhn blev vikarierande förste teologie lektor 1813, andre dito 23 mars 1814 och fick professors titel 1826. Under sin lektorstid var Bruhn en betydande konfirmandlärare, med elever som Gustaf Daniel Björck, Carl Wilhelm Skarstedt och Anton Niklas Sundberg.
Anders Bruhn prästvigdes den 18 november 1817 i Göteborg och blev kyrkoherde i Lundby församling 19 mars 1827. Han blev ledamot av Kungliga Vetenskaps- och Vitterhetssamhället i Göteborg 1815 och dess ordförande 1818. År 1836 blev han domprost i Västerås och var biskop i Göteborg 1840-1856. Han vigdes av sin företrädare Carl Fredrik af Wingård i Stockholms slottskyrka den 21 juli 1840.
Bruhns kompendium i dogmatik användes under decennier vid gymnasier och universitet. Framställningen är traditionell i en knapp och klar form, där han sökte vara bibeltrogen "icke av pliktens bud utan av övertygelse". Han gav även ut en lärobok i kyrkohistoria. Hans böcker var "tröglästa men innehållsrika" (Skarstedt).
Biskop Bruhn var på många sätt sin företrädares motsats, stilla med åren alltmer tankspridd, som inte trängde sig fram. Andra beskriver honom som mycket disträ, flärdlös och ödmjuk, "Hans glädje var böckerna, icke äreposterna. Helst var han likväl vänlig och ödmjukt glad såsom en fågel på kvisten. Han blandade sig icke mycket i denna världens ting eller dagens förgängliga tvister, och hade en stor lätthet att glömma vad som föga lönar sig att minnas. Gällde det en god sak eller en glad, dem mindes han gärna" (ur domprosten J H Thomanders likpredikan). 
Anders Bruhn är begravd på Stampens kyrkogård i Göteborg.

## Skrifter
- Christna kyrkans allm. historia, 1834
- Comp. theologiæ dogmaticæ, 1837